# Ludvig av Guyenne
Ludvig av Guyenne, född 1397, död 1415, var en fransk prins. Han var fransk tronföljare (Dauphin) 1401-1415. Han blev tronföljare sedan hans äldre bror Charles hade avlidit vid nio års ålder, och sedan han själv avlidit utan arvingar efterträddes hans om tronföljare av sin yngre bror, Johan av Touraine. 